# إدمار (لاعب كرة قدم مواليد 1980)
إدمار (بالبرتغالية: Edmar Aparecida) (بالأوكرانية: Галовський де Ласерда Едмар) هو لاعب كرة قدم أوكراني وبرازيلي في مركز الوسط، ولد في 16 يونيو 1980 في بورتو أليغري في البرازيل. شارك مع منتخب البرازيل تحت 20 سنة لكرة القدم ومنتخب أوكرانيا لكرة القدم. أما مع النوادي، فقد لعب مع باوليستا ونادي إنترناسيونال ونادي تافريا سيمفروبول ونادي دنيبرو دنيبروبتروفسك ونادي ميتاليست خاركيف.

## وصلات خارجية
- إدمار (لاعب كرة قدم مواليد 1980) على موقع اتحاد أوكرانيا (الإنجليزية)
- إدمار (لاعب كرة قدم مواليد 1980) على موقع قاعدة بيانات كرة القدم.إي يو (الإنجليزية)
- إدمار (لاعب كرة قدم مواليد 1980) على موقع ناشيونال فوتبول تيمز (الإنجليزية)
- إدمار (لاعب كرة قدم مواليد 1980) على موقع Soccerway.com (الإنجليزية)